# Фрёбель, Фридрих
Фри́дрих Вильге́льм А́вгуст Фрёбель (нем. Friedrich Wilhelm August Fröbel; 21 апреля 1782 — 21 июня 1852) — немецкий педагог, теоретик дошкольного воспитания, создатель понятия «детский сад».

## Биография

### Молодые годы
Родился в семье пастора в Обервейсбахе, небольшой деревушке княжества Шварцбург-Рудольштадт 21 апреля 1782 года. Ещё малюткой он лишился матери и был отдан на попечение прислуги и старших сестер и братьев, которых скоро сменила мачеха. Отец, занятый своими многочисленными пасторскими обязанностями, не имел возможности заняться мальчиком. Невзлюбившая его мачеха также обращала на него мало внимания и мальчик рос, предоставленный самому себе. Первоначальное образование он получил в деревенской школе для девочек.
В 1792 году его дядя, пастор Гофман в Ильме, взял его к себе. Отданный в городскую школу, он плохо занимался и считался малоспособным. Легче других предметов ему давались математика и естественная история. Но он много читал, собирал растения, определял их, занимался геометрией.
С 1799 года он слушал в Йенском университете лекции по естественным наукам и математике, но через два года был вынужден, вследствие недостатка средств, покинуть университет. Прослужив несколько лет делопроизводителем в разных лесничествах, Фрёбель отправился во Франкфурт-на-Майне с целью изучить строительное искусство. Здесь он познакомился с Грунером, старшим учителем образцовой школы, часто беседовал с ним о разных педагогических вопросах и, заняв место учителя в его школе, всецело посвятил себя делу воспитания.

### Начало педагогической деятельности
В 1805 году он отправился в Ивердон, чтобы лично ознакомиться с постановкой педагогического дела в учебном заведении Песталоцци. Эта поездка убедила Фребеля в полной его неподготовленности к деятельности, которую он успел полюбить. Получив место домашнего учителя в семействе Гольцгаузена, он в 1808 году вместе со своими тремя воспитанниками переселился в Ивердон и поступил учителем в школу Песталоцци. Преподавая и сам одновременно обучаясь, он пробыл в Ивердоне два года. Небольшое наследство, полученное в 1811 году после дяди, дало Фрёбелю возможность поступить в Гёттингенский университет, для изучения философии, естественных наук и языков. Через год он перешёл в Берлинский университет, приняв на себя обязанности преподавателя в одной из университетских школ. Когда началась война 1813 года, он вступил волонтером в корпус Лютцова. Здесь он сошёлся со своими будущими сотрудниками по педагогическому делу, Миддендорфом и Ланденталем. Энтузиазм Фрёбеля, постоянно читавшего своим друзьям лекции на тему о воспитании и обучении детей, передался и последним. После похода, в 1814 году, Фрёбель стал ассистентом профессора Вейса при минералогическом музее в Берлине, но скоро отказался от этого места, отклонил предложенную ему стокгольмским университетом кафедру и покинул Берлин.

### Организация собственной школы
13 ноября 1816 года Фрёбель открыл в Грисгейме первое учебное заведение, организованное по его системе. В эту школу первоначально поступили его пять племянников, затем ещё брат Лангенталя. В следующем году вдова его брата купила небольшое имение в Кейльгау, недалеко от Рудольштадта, куда и была переведена школа Фрёбеля. Материальное её положение было крайне затруднительное. Кроме самого Фрёбеля, преподавателями были Лангенталь, Миддендорф и племянник последнего, Барон.
В 1818 году Фрёбель женился. Его жена увлеклась его идеями и пожертвовала на их осуществление все своё
состояние. То же самое сделал и брат Фрёбеля, Христиан: продав своё торговое дело, он переселился в Кейльгау и сделался директором училища. Постепенно школа Фрёбеля начала процветать. В 1821—1825 годах в ней насчитывалось
около 60 воспитанников. К этому периоду относится составление главного литературного труда Фрёбеля: «О воспитании человека», напечатанного в 1826 году.
Вследствие ложных слухов об атеистическом и опасном для правительства направлении Фрёбелевского заведения, князь шварцбургский послал в Кейльгау, по требованию Пруссии, ревизора. Хотя последний и отозвался в своём отчете об учебном заведении Фребель с большой похвалой, но доверие общества было подорвано, и Фрёбель лишился большего числа своих воспитанников. Передав школу Барону, Фрёбель отправился в Швейцарию. Там, в кантоне Люцерн, он принялся за устройство народного учебного заведения по своей идее, но, вследствие вражды местного духовенства, перенес свою школу в Виллисау, где достиг такого успеха, что кантональное управление Берна поручило ему устройство дома для сирот в Бургдорфе. Здесь у него впервые возникла мысль о необходимости воспитательных заведений для малолетних детей; здесь же он мог испытать на деле свою теорию воспитания детей дошкольного возраста и свои «дары».

### Организация детских дошкольных учреждений
В 1836 году Фрёбель вернулся в Кейльгау, так как его жена не переносила сурового климата в Бургдорфе. В 1839 году он прочёл в Дрездене, в присутствии королевы саксонской, лекцию о школах для малолетних детей; лекция эта не имела успеха. В 1840 году он переселился в Бад-Бланкенбург, где и открыл первое учебное и воспитательное заведение для детей дошкольного возраста, назвав его «детским садом». Так, его первый детский сад был открыт в день 400-летнего юбилея книгопечатания. В то же время Фрёбель начал издавать воскресную газету, с девизом: «Будем жить для наших детей!» Вскоре умерла его жена, помощница его во всех предприятиях, и Фрёбель снова переселился в Кейльгау, где написал свои «Материнские песни»; музыку к ним сочинил Роберт Кель, а рисунки — художник Унгер. Тогда же им были подготовлены первые «детские садовницы». Фрёбель также разработал развивающий детский конструктор «Киндергартен».
В 1848 году Фрёбель отправился в Рудольштадт на съезд немецких учителей, где его педагогическое учение подверглось такой суровой критике, что он был вынужден взять обратно свои предложения. Женившись вторично на одной из своих учениц, Фрёбель отправился в Гамбург для основания там детского сада.

### Признание
В 1850 году герцог Мейнингенский, заинтересованный учением Фрёбеля, предоставил в его распоряжение свой замок Мариенталь.
В 1852 году, присутствуя на съезде учителей в Готе, Фрёбель стал объектом восторженных оваций; но его жизненные силы были уже подточены, и он умер 21 июня того же года в Мариентале, где работал над учреждением школы для детских садовниц.
Вскоре после смерти Фридриха Фрёбеля, его последователями в Берлине было создано «Фрёбелевское общество». Одной из видных деятельниц которого стала Лина Моргенштерн, которая в 1860 году издала «Das Paradies der Kindheit» — первый немецкий учебник по методу Фрёбеля.

## Педагогические идеи
Теория развития ребёнка.
Фребель, воспитанный в духе идеалистической немецкой философии, в своих взглядах на природу, общество, человека был идеалистом и считал, что педагогика должна основываться на идеалистической философии. По мнению Фребеля, ребёнок от природы наделен четырьмя инстинктами: деятельности, познания, художественным и религиозным. Инстинкт деятельности, или активности, — проявление в ребёнке единого творческого божественного начала; инстинкт познания — заложенное в человеке стремление познать внутреннюю сущность всех вещей, то есть опять-таки Бога. Фребель дал религиозно-мистическое обоснование мысли Песталоцци о роли воспитания и обучения в развитии ребёнка, истолковал представление швейцарского педагога-демократа о саморазвитии как о процессе выявления в ребёнке божественного.
В своих педагогических воззрениях исходил из всеобщности законов бытия: «Во всем присутствует, действует и царит вечный закон… и во внешнем мире, в природе, и во внутреннем мире, духе…» Назначение человека, по Фрёбелю, — включиться в осеняемый этим законом «божественный порядок», развивать «свою сущность» и «своё божественное начало». Внутренний мир человека в процессе воспитания диалектически переливается во внешний. Воспитание и обучение предлагалось организовать в виде единой системы педагогических учреждений для всех возрастов.
Педагогика и методика воспитания в детском саду
Ф. Фребель считал целью воспитания развитие природных особенностей ребёнка, его самораскрытие. Детский сад должен осуществлять всестороннее развитие детей, которое начинается с их физического развития. Уже в раннем возрасте уход за телом ребёнка Фребель связывал, вслед за Песталоцци, с развитием его психики.
Ядром педагогики детского сада Фребель считал игру. Раскрывая её сущность, он доказывал, что игра для ребёнка — влечение, инстинкт, основная его деятельность, стихия, в которой он живёт, она — его собственная жизнь. В игре ребёнок выражает свой внутренний мир через изображение внешнего мира. Изображая жизнь семьи, уход матери за младенцем и др., ребёнок изображает нечто внешнее по отношению к себе, но это возможно только благодаря внутренним силам.
Дары Фребеля (недоступная ссылка)
Для развития ребёнка в самом раннем возрасте Фребель предложил шесть «даров». Первым даром является мяч. Мячи должны быть небольшие, мягкие, связанные из шерсти, окрашенные в различные цвета — красный, оранжевый, жёлтый, зелёный, синий, фиолетовый (то есть цвета радуги) и белый. Каждый мяч-шар — на ниточке. Мать показывает ребёнку мячи различного цвета, развивая таким образом его умение различать цвета. Раскачивая шарик в разные стороны и соответственно приговаривая «вперед-назад», «вверх-вниз», «вправо-влево», мать знакомит ребёнка с пространственными представлениями. Показывая шарик на ладони и пряча его, приговаривая при этом «Есть мячик — нет мячика», она знакомит ребёнка с утверждением и отрицанием.
Вторым даром являются небольшие деревянные шар, кубик и цилиндр (диаметр шара, основание цилиндра и сторона кубика одинаковые). С помощью их ребёнок знакомится с разными формами предметов. Кубик своей формой и своей устойчивостью является противоположностью шара. Шар рассматривался Фребелем как символ движения, кубик же — как символ покоя и символ "единства в многообразии (куб един, но вид его различен в зависимости от того, как он представлен взору: ребром, стороной, вершиной). Цилиндр совмещает и свойства шара, и свойства кубика: он устойчив, если поставлен на основание, и подвижен, если положен, и т. д.
Третий дар — куб, разделённый на восемь кубиков (куб разрезан пополам, каждая половина — на четыре части). Посредством этого дара ребёнок, считал Фребель, получает представление о целом и составляющих его частях («сложное единство», «единство и многообразие»); с его помощью он имеет возможность развивать своё творчество, строить из кубиков, различно их комбинируя.

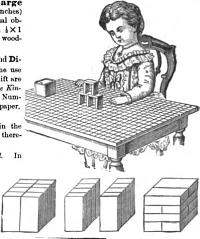
Четвёртый дар Фребеля.

Четвёртый дар — тех же размеров кубик, разделённый на восемь плиток (кубик делится пополам, а каждая половина — на четыре удлиненные плитки, длина каждой плитки равна стороне кубика, толщина равна одной четвёртой этой стороны).
Пятый дар — кубик, разделённый на двадцать семь маленьких кубиков, причём девять из них разделены на более мелкие части.
Шестой дар — кубик, разделённый тоже на двадцать семь кубиков, многие из которых разделены ещё на части: на плитки, по диагонали и пр.
Фребель предлагал разнообразие видов детской деятельности и занятий: это работа с дарами — строительным материалом, подвижные игры, рисование, лепка, плетение из бумаги, вырезание из бумаги, вышивание, вкладывание из металлических колец, палочек, гороха, бус, выкалывание, конструирование из бумаги, из палочек и др. Многие из этих занятий, методически преобразованные с других методологических позиции, находят применение в современных детских садах.
Недостатки теории:
1) системой «даров» заменяется непосредственное ознакомление с окружающим миром;
2) жизнь ребёнка ограничивается дидактическим материалом;
3) деятельность ребёнка излишне регламентируется;
4) ограничивается свободное творчество ребёнка.
Вклад в развитие мировой педагогики.
Детские сады заняли ведущее положение в системе дошкольного воспитания во многих странах. Ф. Фребель впервые в истории дошкольной педагогики дал целостную, методически детально разработанную, оснащённую практическими пособиями систему общественного дошкольного воспитания. Способствовал выделению дошкольной педагогики в самостоятельную область знания.

## Фребелички
В Российской империи последовательниц Фридриха Фрёбеля в конце XIX — начале XX веков называли «фребеличками». Во второй половине XIX века в стране повсеместно стали создаваться Фребелевские общества для подготовки «садовниц», а также выпуска детской литературы и проведения летнего досуга детей из малоимущих семей. В 1908 году в Киеве был открыт Фребелевский институт с трехлетним курсом педагогического обучения садовниц, при котором также были организованы педагогические и психологические лаборатории и детские сады, где студентки могли проходить практику.

## Звезда Фребеля
Звезда Фребеля (нем. Fröbelstern) — рождественское украшение, популярное в Германии. Названо в честь Фридриха Фребеля — немецкого педагога, использовавшего её для обучения детей. Представляет собой объёмную звезду, сплетённую из четырёх полосок бумаги.